# Harry van Rijthoven
 (octobre 2018).
Pour l’article homonyme, voir van Rijthoven.
Harry van Rijthoven, né Henricus Johannes Antonius Maria van Rijthoven le 3 septembre 1950 à Tilbourg, est un acteur néerlandais.

## Filmographie

### Cinéma
- 1987 : Iris de Mady Saks : Bert Houtstra[2]
- 2003 : Pipo en de p-p-Parelridder (nl) de Martin Lagestee : Miriardo[3]
- 2003 : Van God Los (nl) de Pieter Kuijpers : Bert[4]
- 2007 : Mais où est le cheval de Saint-Nicolas ? de Mischa Kamp : Burgemeester[5]
- 2009 : Où est la main de l'homme sans tête de Stéphane Malandrin et Guillaume Malandrin : Docteur Seghers[6]
- 2010 : The Nobel Prize Winner de Timo Veltkamp[7]
- 2010 : First Mission de Boris Paval Conen[8]
- 2011 : Claustrophobia de Bobby Boermans[9]
- 2012 : My Life on Planet B de Iván López Núñez[10]
- 2013 : App de Bobby Boermans : Docteur Carlo[11]
- 2015 : Monkey Business from A to Z de Johan Nijenhuis : Veldwachter[12]